# Vallée de Comino
La vallée de Comino est une vallée située dans la province de Frosinone, dans le Sud de l'Italie dans la zone appartenant historiquement à l'Alta Terra di Lavoro, à proximité des Apennins des Abruzzes et du Parc national des Abruzzes, du Latium et du Molise. Il correspond à peu près au haut bassin de drainage de la rivière Melfa, qui le traverse et se jette dans la vallée du Liri à travers une gorge érodée dans le calcaire du mont Cairo.